# Presidentvalet i USA 1880
Presidentval hölls i USA 2 november 1880. Valdeltagandet var en av de högsta i landets historia. Den sittande presidenten Rutherford B. Hayes sökte inte omval och höll ett löfte under 1876-kampanjen. Efter partiets längsta kongress valde de splittrade republikanerna en annan Ohio, representant James A. Garfield, som deras standardbärare. Demokratiska partiet valde general Winfield Scott Hancock från Pennsylvania som kandidat. De två stora partiernas dominans började bråka när ett uppåtgående vänsterparti, Greenback Party, nominerade en annan inbördeskrigsgeneral till president, Iowa-kongressledamoten James B. Weaver. I en kampanj som främst kämpades om frågor om inbördeskrigets lojaliteter, tullar och kinesisk invandring tog Garfield och Hancock vardera drygt 48 procent av folkrösten. Weaver och två andra mindre kandidater, Neal Dow och John W. Phelps, utgjorde tillsammans den återstående procentsatsen. Valet 1880 var det sjätte presidentvalet i rad som republikanerna vann, den näst längsta vinnande sträckan i amerikansk historia efter det demokratiska republikanska partiet under perioden 1800–1824.